# Manilamassakern

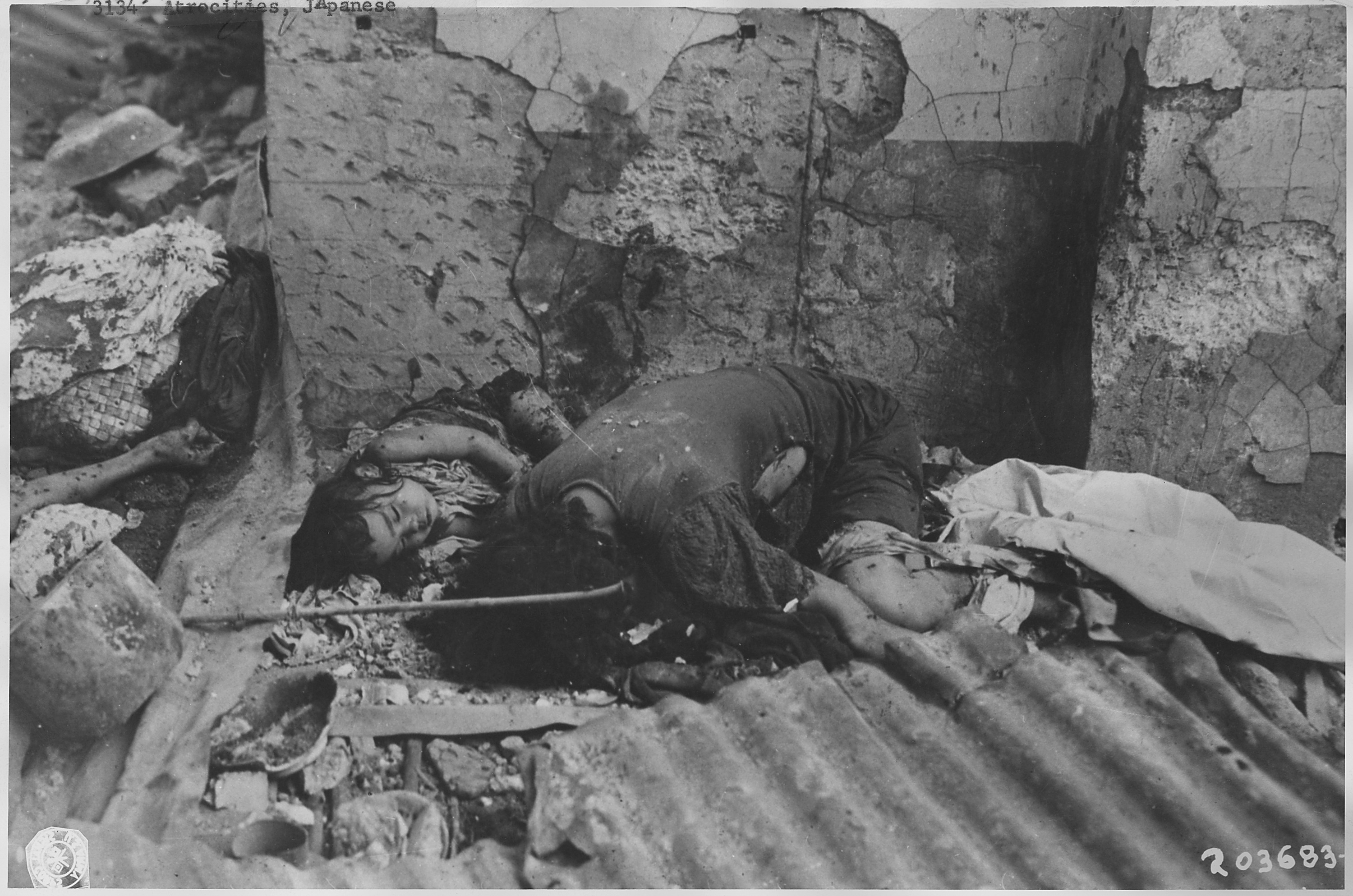
Kvinna och barn dödade under Manilamassakern.

Manilamassakern var en massaker på civila som förövades av den kejserliga japanska armén under slaget om Manila under andra världskrigets slutskede i Filippinernas huvudstad Manila i februari 1945. Åtminstone 100 000 personer beräknas ha dött. 
När de allierade närmade sig Manila i januari 1945, beordrade general Tomoyuki Yamashita de japanska styrkorna i Manila att överge staden. Hans order ignorerades av 10 000 marinsoldater under befäl av amiral Iwabuchi Sanji. Ytterligare 4 000 japaner i arméns tjänst var oförmögna att lämna staden. Under slaget om Manila i februari och mars 1945 intogs staden av amerikanska och filippinska trupper för att driva ut japanerna. Under uppehåll i striderna om kontrollen över staden tog den japanska armén ut vedergällning på stadens civilbefolkning. Stympningar, våldtäkter och massakrer ägde rum i skolor, på sjukhus och i kloster: San Juan de Dios sjukhus, Santa Rosa College, Santo Domingo-kyrkan, Manilakatedralen, kyrkan i Paco, St. Paulus-klostret och kyrkan St. Vincent de Paul blev alla platser för krigsbrott. Dr Antonio Gisbert vittnade om att 3 000 män stängdes in i Fort Santiago, av vilka alla utom 50 dödades i en massaker efter att ha suttit fångna i två dygn. 400 kvinnor och flickor tillfångatogs i Ermitadistriktet: de ställdes sedan framför ett slags domstol som valde ut 25 av de som bedömdes som mest attraktiva, vissa av dem 12–14 år. Dessa fördes sedan till Bayview Hotel, där de våldtogs av japanska officerare och soldater. Enligt en japansk rapport vid denna tid anklagades också kvinnor och barn ur civilbefolkningen för att tjänstgöra som gerillasoldater. 
Dödsantalet i Manilamassakern uppges vara mellan 100 000 och 500 000 personer. Manilamassakern fördömdes som ett krigsbrott av en militärdomstol efter kriget. Den japanske generalen Tomoyuki Yamashita och hans stabschef Akira Mutō dömdes till döden för krigsbrott för sitt ansvar i massakern och avrättades den 23 februari 1946 respektive 23 december 1948. 